# PBair
PBair – nieistniejąca tajska linia lotnicza z siedzibą w Bangkoku. Głównym węzłem był port lotniczy Bangkok-Suvarnabhumi. Działała w latach 1990-2009.